# Dominique Daly
Dominique Daly est une femme politique française de Nouvelle-Calédonie, de tendance anti-indépendantiste, née Dominique Lecourtier le 10 novembre 1951 à Saïgon (Viêt Nam, aujourd'hui Hô Chi Minh-Ville). 

## Carrière de diététicienne
Dominique Daly est la petite fille d'un haut fonctionnaire de l'Indochine française, Auguste-Alfred Lecourtier (1892-1971), d'origine lorraine. 
Elle est diététicienne stagiaire du cadre territorial de la santé en Nouvelle-Calédonie à partir du 1er août 1977, mais démissionne le 24 avril 1978. Elle se met ensuite à son compte. 

## Chef d'entreprise
De 1990 à 2009, elle est de plus présidente-directrice générale de la Restauration française, principale société de restauration collective (écoles, associations, maisons de retraite, garderies, entre autres), filiale de Sodexho. Elle gagne notamment en 2005 pour cette entreprise, à la suite d'un appel d'offres international, le contrat de la gestion hôtelière de la « base vie » du chantier de l'usine métallurgique de Goro (dite usine du Sud). La société obtient également sous sa présidence, en 2008, la certification ISO 22000. 
Active au sein du MEDEF en Nouvelle-Calédonie, elle en est la vice-présidente chargée du tourisme de 2003 à 2005. Elle représente cette organisation patronale au sein du conseil d'administration du Fonds social de l'habitat (FSH, créé dans les années 1960 par les syndicats et le patronat pour intervenir en faveur des salariés de Nouvelle-Calédonie, afin de favoriser leur accès au secteur locatif à loyer modéré et à la petite propriété de terrains viabilisés nus ou bâtis). Elle est vice-présidente (de 2002 à 2003), présidente (de 2003 à 2005) puis secrétaire de ce conseil d'administration de 2005 à 2009,,.

## Carrière politique
Anti-indépendantiste, elle est candidate aux élections provinciales du 10 mai 2009, en 10e position sur la liste du Rassemblement-UMP dirigée par Pierre Frogier dans le Sud. Celle-ci arrive en tête du scrutin, avec 17 290 voix, 28,54 % des suffrages exprimés et 15 élus sur 40 à l'Assemblée provinciale, dont 12 des 32 également envoyés au Congrès. Dominique Daly entre donc dans ces deux institutions.  
Au Congrès, elle est rapporteur de la commission de la Législation et de la Réglementation économiques et fiscales depuis le 22 mai 2009, ainsi que membre de celles de l'Organisation des Transports et de la Communication, du Travail et de la Formation professionnelle et de la Santé et de la Protection sociale. Elle intègre également la commission spéciale chargée de la refonte du Règlement intérieur du Congrès en 2010, ainsi que celle pour l'élaboration et le suivi d'Accords économiques et sociaux (dite « commission vie chère ») et celle chargée d'étudier les projets ou propositions de texte relatifs à la réforme globale de la fiscalité calédonienne à partir de 2011, enfin celle avec les organismes représentant les employeurs pour l'analyse d'accords économiques et sociaux en 2012.  
Le 29 août 2011, elle devient de plus secrétaire de la Commission permanente, reconduite à ce poste le 29 août 2012. Et, à cette dernière date, elle entre au bureau du Congrès en tant que questeur. Elle a été rapporteur pour plusieurs projets de loi du pays adoptés par le Congrès : un instituant une taxe communale d’aménagement le 8 janvier 2010, celui relatif aux relations de travail et à l'interdiction du harcèlement moral et sexuel au travail le 28 septembre 2011 et un relatif au contrôle fiscal des comptabilités informatisées et portant diverses dispositions d’ordre fiscal le 10 décembre 2011.  
Pour la Province Sud, elle est présidente de la commission de l'Emploi et de la Formation professionnelle et de celle chargée du suivi du plan provincial de développement durable. 